# Heilig Geist (Hattingen)
Die Kirche Heilig Geist war eine römisch-katholische Kirche im Ortsteil Rauendahl, Stadtteil Winz-Baak in Hattingen. Sie zählte zur Pfarrei St. Peter und Paul.
Sie wurde 1973 erbaut. Sie ist damit die jüngste katholische Kirche Hattingens. Ihre Gestaltung orientiert sich an den Reformgedanken des Zweiten Vatikanischen Konzils. Der Zentralraum mit seinem Fächergrundriss ist ganz auf den Altar ausgerichtet. Geprägt wird der Raum von dem großen Altarbild „Pfingsten“ von Ingrid Moll-Horstmann. Die bleigefassten Fenster sowie die Portalfront mit Emaille auf Stahl und Dallglas gestaltete Egon Stratmann.

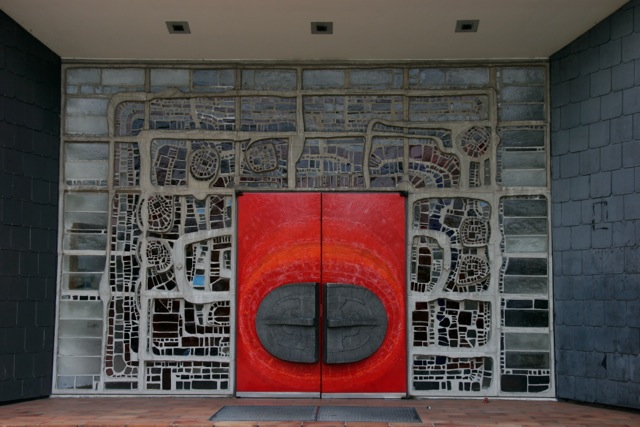
Heilig Geist in Hattingen, Außenfront in Dallglas betongefasst und Portal in Stahlemail
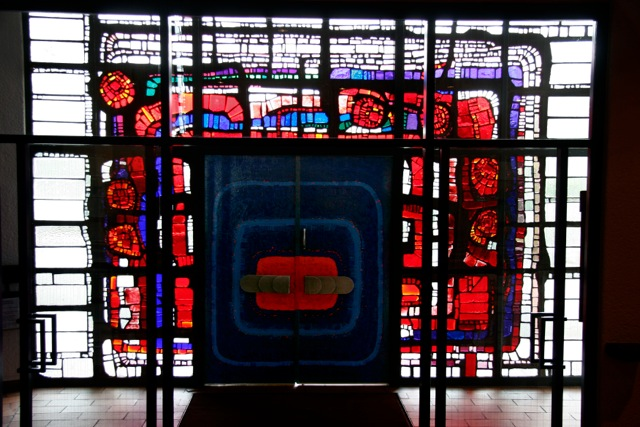
Heilig Geist in Hattingen, Innenansicht in Dallglas betongefasst und Portal in Stahlemail

Heilig Geist wurde am Sonntag, den 12. Januar 2025 profaniert: Geleitet von Ruhrbischof Dr. Franz-Josef Overbeck wurde an diesem Tag um 11:30 Uhr die letzte Heilige Messe gefeiert. Auf dem Gelände der bisherigen Kirche sollen nach Plänen eines Investors seniorengerechte Wohnungen entstehen und das Kirchengebäude in diesem Rahmen abgerissen werden.